# Psychotria loefgrenii
Psychotria loefgrenii är en måreväxtart som beskrevs av Paul Carpenter Standley. Psychotria loefgrenii ingår i släktet Psychotria och familjen måreväxter. Inga underarter finns listade i Catalogue of Life.